# Provinciale weg 857
De provinciale weg 857 (N857) is een provinciale weg in Drenthe tussen Rolde en Borger. De weg staat ook bekend als de Rolderstraat.
De weg begint bij Rolde, aan de N376 en de N33. Deze weg loopt dwars door het natuurgebied van de Boswachterij Gieten-Borger. Via deze weg is het boomkroonpad van Staatsbosbeheer te bereiken.
Het is een drukke weg, mede doordat deze weg ook als sluiproute wordt gebruikt om van Emmen of Borger naar Assen te komen, om zo de N34 te ontwijken. Door de drukte gebeuren er op de tamelijk bochtige weg regelmatig ongelukken.
De weg eindigt bij Borger aan N374.
N34 · N46 · N351 · N353 · N354 · N355 · N356 · N357 · N358 · N359 · N360 · N361 · N362 · N363 · N364 · N365 · N366 · N367 · N368 · N369 · N370 · N371 · N372 · N373 · N374 · N375 · N376 · N377 · N378 · N379 · N380 · N381 · N382 · N383 · N384 · N385 · N386 · N387 · N388 · N390 · N391 · N392 · N393 · N398

N851 · N852 · N853 · N854 · N855 · N856 · N857 · N858 · N860 · N861 · N862 · N863 · N865 · N910 · N913 · N917 · N918 · N919 · N924 · N927 · N928 · N962 · N963 · N964 · N966 · N967 · N969 · N972 · N973 · N974 · N975 · N976 · N977 · N978 · N979 · N980 · N981 · N982 · N983 · N984 · N985 · N986 · N987 · N988 · N989 · N990 · N991 · N992 · N993 · N994 · N995 · N996 · N997 · N998 · N999

Cursief vermelde wegen zijn voormalige provinciale wegen.